# ジョン・ビング (第5代トリントン子爵)
第5代トリントン子爵ジョン・ビング（英語: John Byng, 5th Viscount Torrington、1743年2月18日 – 1813年1月8日）は、イギリスのグレートブリテン貴族、イギリス陸軍の軍人。爵位継承からわずか25日で死去した。存命中には無名な人物であり、死亡記事すら掲載されなかったが、1781年から1794年までつけていた日記が1930年代に出版されて注目を受けた。

## 生涯
第3代トリントン子爵ジョージ・ビングと妻エリザベス（Elizabeth、旧姓ダニエル（Daniel）、1759年3月17日没、ライオネル・ダニエルの娘）の次男として、1743年2月18日に生まれた。ウェストミンスター・スクールで教育を受けたが、のちに出版された子爵自身の日記によれば、この時点で軍人としての道を歩むことが予想された。1753年1月25日に国王ジョージ2世のページ・オブ・オナーに就任、1760年3月25日までに退任した。
1760年1月11日にコルネット（騎兵少尉）としてロイヤル・ホース・ガーズに入隊、1762年3月29日に第58歩兵連隊の大尉に昇進した。ただし、第58歩兵連隊は米州植民地に駐留しており、『オックスフォード英国人名事典』はこれを名目上の任命にすぎないとしている。同年8月11日にグレナディアガーズのLieutenant and Captainに転じ、七年戦争のドイツ戦役に参戦した。1776年4月26日にCaptain and Lieutenant Colonel（中佐）に昇進したが、アメリカ独立戦争に参戦しなかった。ちょうどこの時期に家計が悪化して、1777年11月に大陸ヨーロッパに一時逃亡した上、1780年5月18日には軍務から引退した。
1782年6月1日から1799年まで印紙委員（Commissioner of Stamps）を務めた。『完全貴族名鑑』によれば、政治ではおそらくホイッグ党に属した。
1812年12月14日に兄ジョージが死去すると、トリントン子爵位を継承した。しかし、わずか25日後の1813年1月8日にセント・ジョージ・ハノーヴァー・スクエアのテンターデン・ストリート（Tenterden Street）で死去、息子ジョージが爵位を継承した。

## 人物
『オックスフォード英国人名事典』によれば、存命中には無名な人物であり、死亡記事すら掲載されなかった。死去から1世紀以上経過した1930年代になって、1781年から1794年までの日記が出版されたことで注目を受けた。この日記によれば、第5代トリントン子爵は度々馬に乗ってイングランドとウェールズを旅しており、旅自体や道中でみた城、教会、邸宅の詳細を記録することが目的だという。ウィリアム・ウィンダムの日記によれば、ビングは1774年にウィンダムとともにイングランド中部と北部を旅したが、トリントン子爵自身が記録を始めたのは1780年のことだった。
『オックスフォード英国人名事典』が評するところでは、上流社会の形だけの行為や退屈な場面、自身の財政難に直面したときは気難しく怒りっぽい一面もあるが、楽天家であり、「世界のあり方に喜び、その過ごしやすさに満足する」（to be pleased with the world, and content with its comforts、子爵の日記から引用）よう努めた。

## 家族

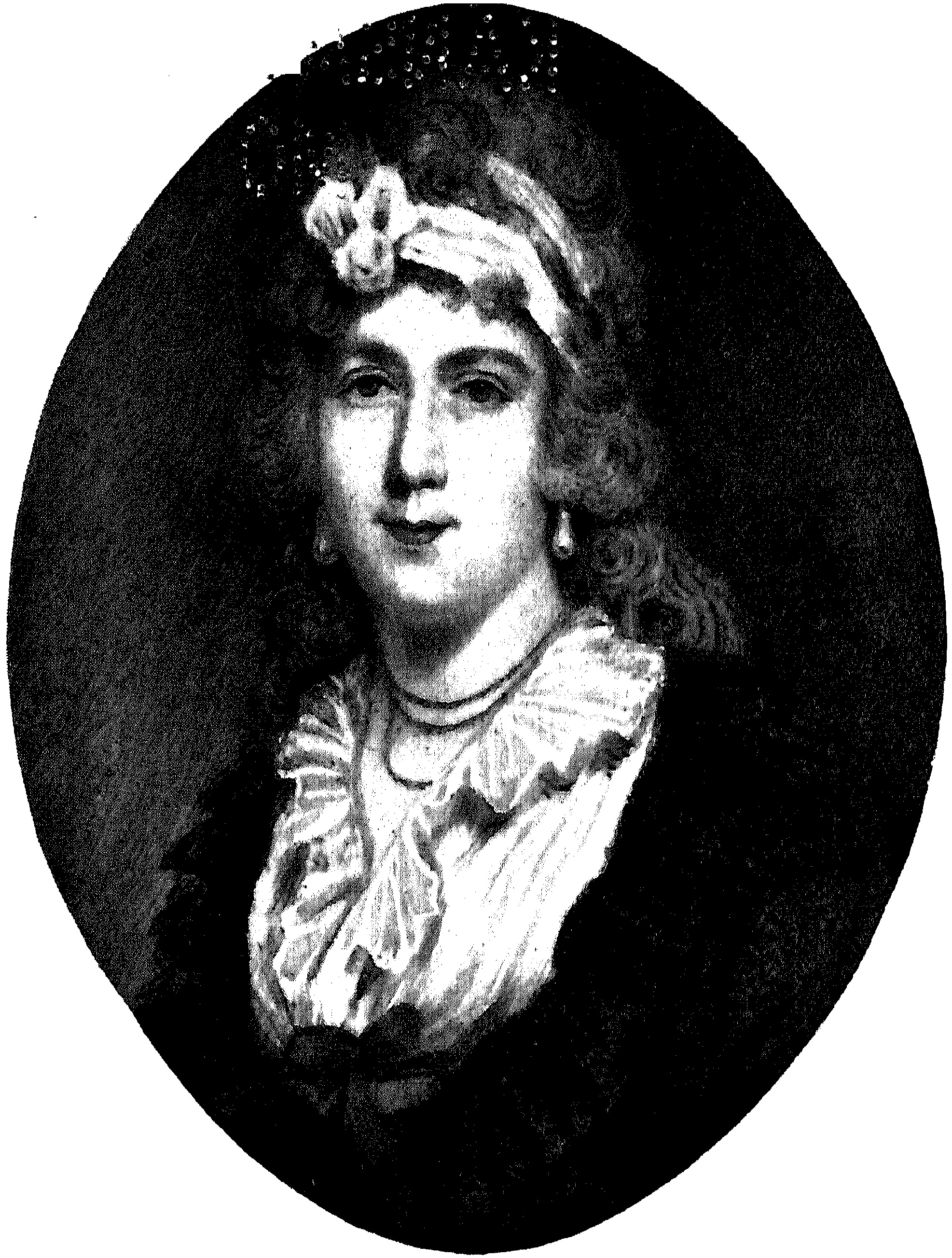
トリントン子爵夫人ブリジット、リチャード・コスウェイ画。

1767年3月3日、ブリジット・フォレスト（Bridget Forrest、1748年洗礼 – 1823年4月25日、海軍軍人アーサー・フォレストの娘）と結婚、5男8女をもうけた。
- ジョージ（英語版）（1768年1月5日 – 1831年6月18日） - 第6代トリントン子爵[4]
- エリザベス・ルーシー（1770年8月15日[5] – 1846年1月18日） - 1797年9月26日、海軍軍人パーシー・フレイザー（Percy Fraser、1827年12月9日没）と結婚。1836年8月10日、ジョージ・グディナフ・リン（George Goodenough Lynn）と再婚[4]
- セシリア（1770年8月15日 – 1843年[5]） - 1805年10月31日、ロバート・グレッグ＝ホップウッド（Robert Gregge-Hopwood、1773年11月30日 – 1854年7月19日）と結婚[4]
- アンナ・マリア・ブリジット（1771年8月18日 – 1852年10月30日） - 1794年8月29日、聖職者チャールズ・ヘンリー・ホール（英語版）（1827年3月16日没）と結婚[4]
- フランシス（1796年11月没[4]）
- エドマンド（1774年 – 1854年4月5日[4]） - 生涯未婚[6]
- ジョン（1811年11月23日没） - 1806年11月5日、イライザ・アメリア・メイン（Eliza Amelia Mayne）と結婚、子供あり[4]
- ブリジット・オーガスタ（1876年3月4日没[7]） - 1800年7月9日、チャールズ・ハーバート閣下（英語版）（1774年7月5日 – 1808年9月12日、初代カーナーヴォン伯爵ヘンリー・ハーバートと妻エリザベス（英語版）の次男）と結婚、1女をもうけた[8]
- ヘンリー・ディルクス（Henry Dilkes、1860年9月24日没） - 1810年、マリア・ジェーン・クラーク（Maria Jane Clerke、1874年5月17日没、J・B・クラーク閣下の娘）と結婚、子供あり[4][6]
- フレデリック・ジェラルド（1871年6月5日没） - キャサリン・ネヴィル（Catherine Neville、1871年12月8日没）と結婚、子供なし[6]
- ジョージアナ（1788年 – 1856年7月23日） - ジェフリー・ホーンビー（Geoffrey Hornby、1780年4月4日 – 1830年3月4日、ジェフリー・ホーンビーの三男）と結婚[4]、子供あり[7]
- ビアトリス・シャーロット（Beatrice Charlotte、1848年3月12日没） - 1820年11月30日、聖職者コリン・アレクサンダー・キャンベル（Colin Alexander Campbell）と結婚[4]
- ルーシー・ジュリアナ（1881年11月27日没[7]） - 1809年10月5日、第2代準男爵サー・ジョン・モーリス（1775年7月14日 – 1855年3月4日）と結婚[4]